# Bombus hortorum
Espèce
Bombus  hortorum, le bourdon des jardins, est une espèce d'insectes hyménoptères du genre Bombus et du sous-genre Megabombus. Il est noir, avec le bas de l'abdomen blanc et deux rayures jaunes.

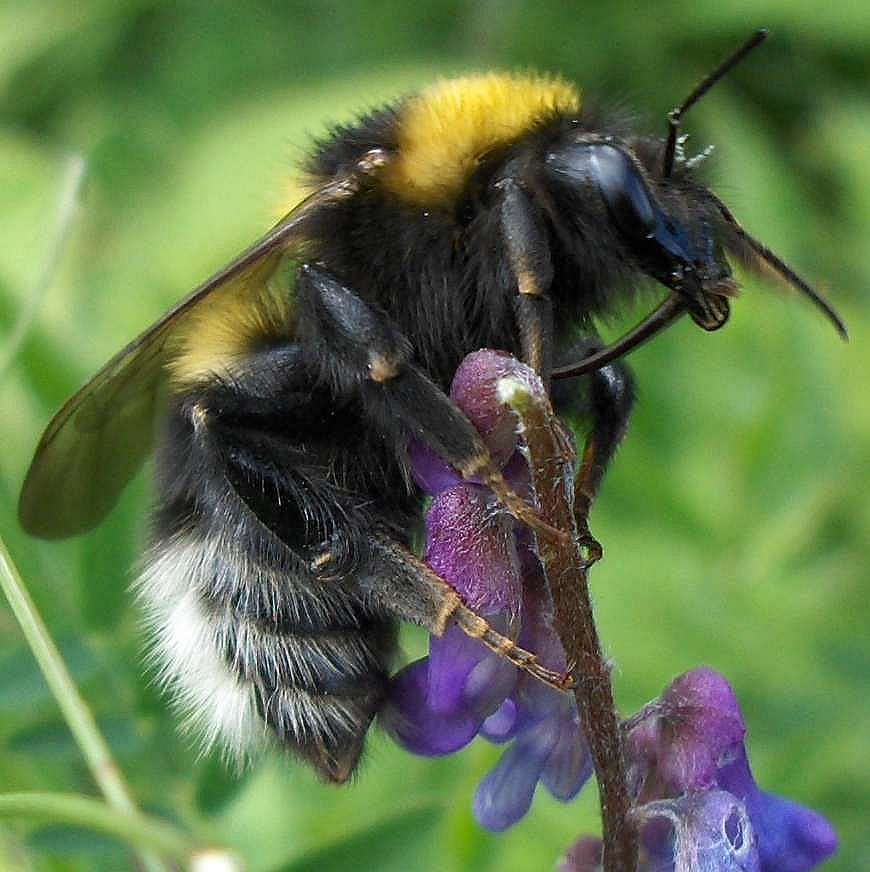

Le bourdon des jardins reste une espèce commune en Europe. Il atteint l'Islande, la Russie, la Turquie.

Il a une rayure jaune en bas du thorax et en haut de l'abdomen, alors que le bourdon terrestre a cette rayure au milieu de l'abdomen. Tous deux ont le bas de l'abdomen blanc. Pour distinguer d'autres espèces qui lui ressemble du point de vue de la coloration, on peut regarder la tête qui est très longue.

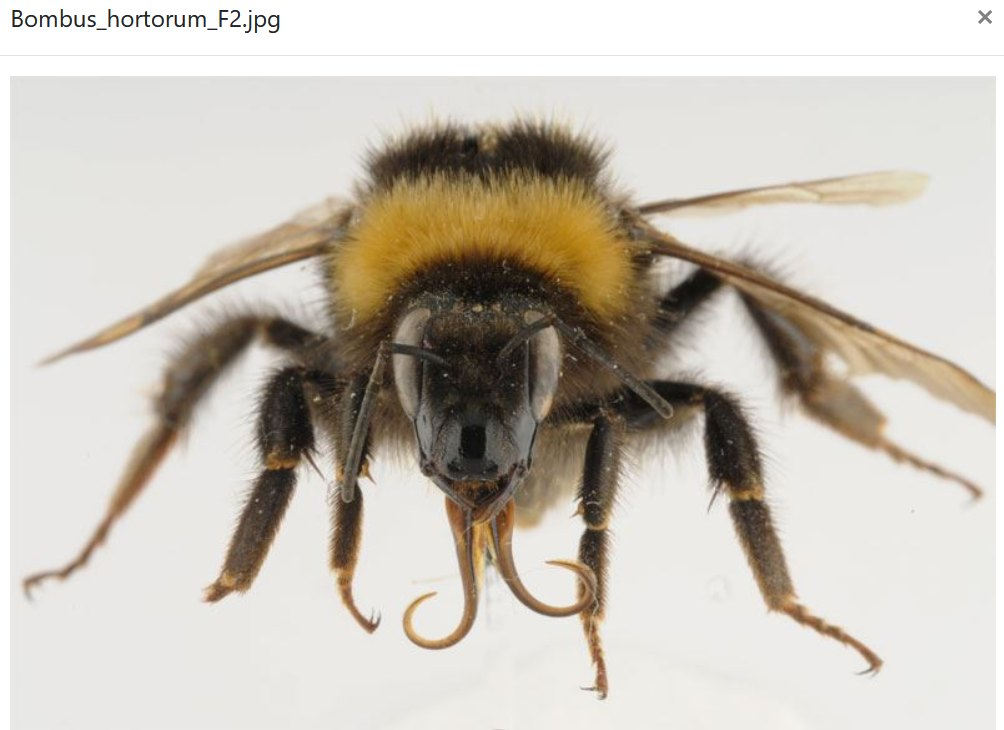